# Sobolice (powiat nowosolski)
Sobolice – wieś w Polsce, w województwie lubuskim, w powiecie nowosolskim, w gminie Bytom Odrzański.
Do 2023 miejscowość była przysiółkiem wsi Bodzów.
W latach 1975–1998 miejscowość należała administracyjnie do województwa zielonogórskiego.

## Zabytki
Do wojewódzkiego rejestru zabytków wpisany jest:
- park z lat 1862-1883, nr rej.: 3049 z 28.07.1978

Inne zabytki:
- ruina pałacu - z tego samego okresu co park, zniszczony w 1945 r., spłonął w latach 50. XX w., pozostaje w ruinie